# Karol Świerczewski
Karol Wacław Świerczewski também conhecido como  Walter, (Varsóvia, 22 de fevereiro de 1897 - Jabłonki, perto Baligród, 28 de março 1947) foi um oficial militar soviético. Ele serviu como general a serviço da União Soviética na Espanha republicana, e no Governo Provisório de Unidade Nacional polonês patrocinado este pelos Soviético após a Segunda Guerra Mundial.

## Biografia
Karol Świerczewski cresceu em uma família da classe trabalhadora pobre. Aos 12 anos foi trabalhar em uma fábrica em Varsóvia, até 1915, durante a Primeira Guerra Mundial, foi evacuado para Moscou. Em 1918 ingressou no Partido Bolchevique, lutando na Guerra Civil Russa como um soldado do Exército Vermelho. Durante a Guerra polaco-soviética lutou do lado soviético sendo ferido. Em 1928, por ocasião do 10 º aniversário do Exército Vermelho foi agraciado com a Ordem da Bandeira Vermelha no. 146, seu primeiro prêmio militar.
Em 1927 graduou-se na Academia Militar de Frunze em Moscou e foi designado como General no Staff do Exército Vermelho.
Em 1936, sob o nome general Walter, foi enviado para a Espanha durante a Guerra Civil Espanhola onde liderou o  XIV Brigada Internacional e, posteriormente a 35a Divisão Internacional.

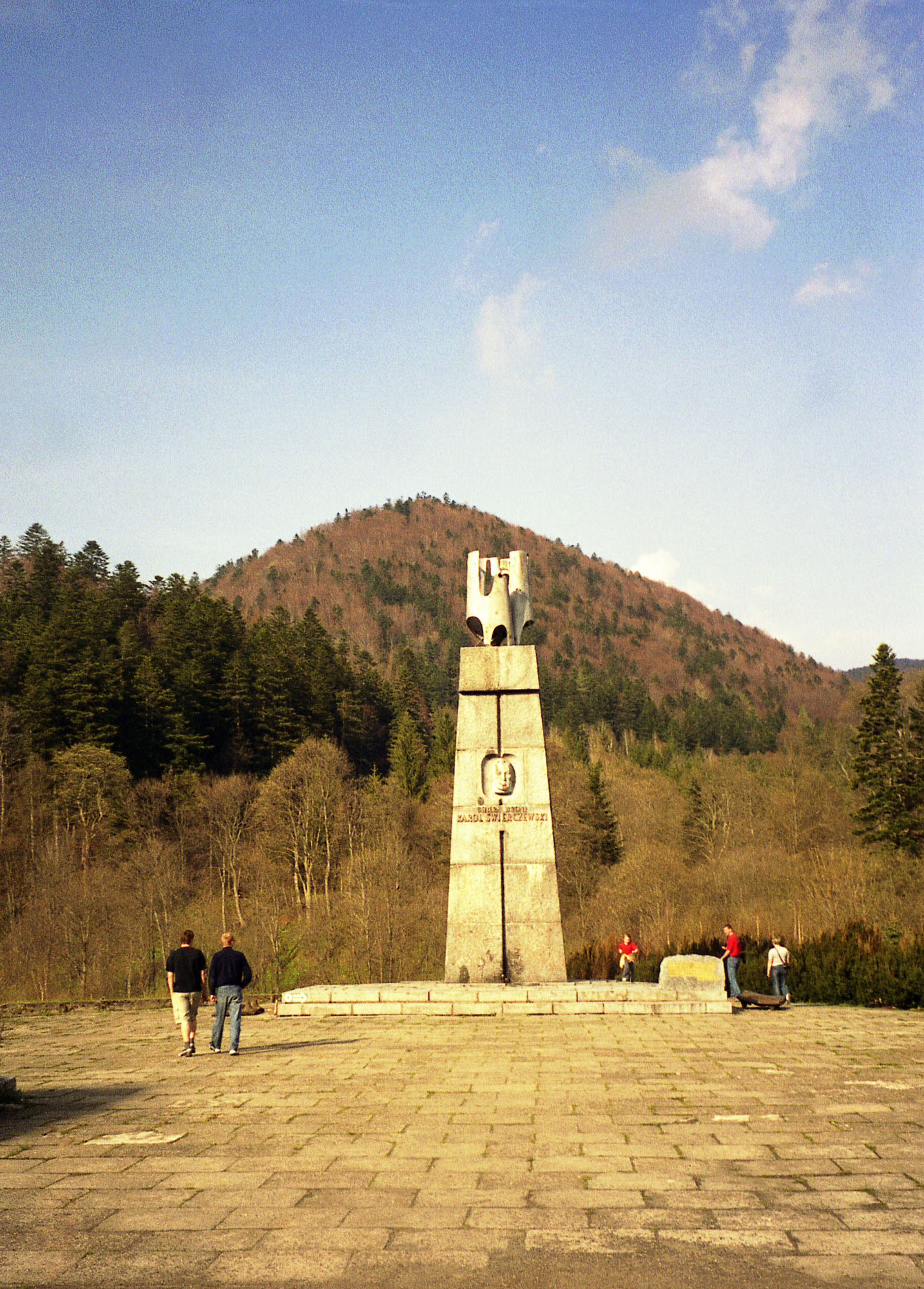
Monumento a Świerczewski próximo do seu local de morte, em Bieszczady

Após a eclosão da Segunda Guerra Mundial Świerczewski serviu como general do exército soviético. Seus comandantes, vendo a  incompetência de Świerczewski devido ao alcoolismo, o transferiram para comandar apenas tropas na reserva. Esta decisão foi tomada pelo general Gueorgui Zhukov. O fato de que Świerczewski deu a maioria de suas ordens sob a influência de álcool, o que teve consequências trágicas para os seus soldados, foi descrito no livro "Wspomnienia" (Memórias) do general Zygmunt Berling.
Em 1943 ele tornou-se um dos generais encarregados da criação das Forças Armadas Polonesas no Leste, sob o comando militar Soviético. Seu alcoolismo e constante desrespeito relacionados com a vida e saúde de seus soldados criou conflitos com Zygmunt Berling, também por esta razão foi removido do comando em várias ocasiões. Suas ordens sob o efeito do alcoolismo receberam críticas de outros generais poloneses, incluindo o general Aleksander Waszkiewicz.
Em 1944, ele se tornou um dos líderes do Partido dos Trabalhadores Polacos e do governo da República Popular da Polônia. No inverno de 1944 e na primavera de 1945, conduziu o Segundo Exército Polonês durante a luta com os nazistas a oeste da Polônia e na Batalha de Berlim. Sua liderança na batalha de Bautzen (Budziszyn) tem sido severamente criticada pelos historiadores modernos, sendo ele o responsável pelo Segundo Exército incorrer em perdas muito pesadas nessa batalha. Enquanto comandando, ele normalmente bebia, sendo temporariamente dispensado de seu comando. No entanto, devido ao importante apoio das estruturas soviéticas (provavelmente o NKVD), ele não só manteve o comando, mas todas as controvérsias foram abafado e, depois da guerra, ele foi glorificado como um herói.
Em fevereiro de 1946 Świerczewski tornou-se o vice-ministro da Defesa da Polônia. Ele estava envolvido na perseguição do movimento de independência da Polônia, e assinou muitas sentenças de morte, ao estabelecer um regime comunista na Polônia.
Na Polônia socialista, muitos mitos foram criados em torno de Karol Świerczewski ("O General de três exércitos"), mas os detalhes da sua vida e, especialmente, o registro de seu serviço no Exército Vermelho durante a Guerra polaco-soviética, bem como seus detalhes na Guerra Civil Espanhola nunca foram mencionados.

## Legado
Na República Popular da Polônia, a propaganda comunista fez dele um herói, e muitos aspectos polêmicos de sua vida (como a sua incompetência durante a Batalha de Bautzen) foram silenciados.
Em 1953, um exibido o filme polonês de duas partes Żołnierz Zwycięstwa ( A Soldier of Victory ), que retratam a vida de Świerczewski.
Depois de 1989, a Polónia recuperou a independência do domínio soviético, com o fim do Pacto de Varsóvia e a chegada ao poder do Solidariedade, muitos de seus monumentos foram retirados e ruas renomeada por causa do seu papel na implementação do regime comunista na Polônia.
Em 21 de maio de 2003, a organização polonesa de veteranos e ex-combatentes da independência pediram ao Instituto da Memória Nacional (IPN) para investigar crimes contra a nação polonesa cometido por Karol Świerczewski. Em uma carta, lembram que ele era "uma das pessoas que conscientemente trabalhou para a escravização de nação polonesa, por meio do regime comunista, vassalo de Moscou".
Entre os crimes que não estão sujeitos a expiração e deve ser investigado pelo IPN são 29 sentenças de morte de soldados poloneses e oficiais, que foram assinados por Świerczewski durante o seu comando do 2 exército polonês na Polônia controlada pelos Soviéticos.
Está sepultado no Cemitério de Powązki em Varsóvia.